# Isuzu Aska
Isuzu Aska – samochód osobowy klasy średniej produkowany przez japońską firmę Isuzu w latach 1983–2002. Dostępny jako 4-drzwiowy sedan. Następca modelu Florian. Do napędu używano silników R4. Moc przenoszona była na oś przednią poprzez 4- lub 5-biegową manualną bądź 4-biegową automatyczną skrzynię biegów. Powstały cztery generacje modelu.

## Dane techniczne ('89 1800)

### Silnik
- R4 1,8 l (1818 cm³), 2 zawory na cylinder, SOHC
- Układ zasilania: gaźnik Stromberg
- Średnica cylindra × skok tłoka: 84,00 mm × 82,00 mm
- Stopień sprężania: 9,0:1
- Moc maksymalna: 106 KM (78 kW) przy 5600 obr./min
- Maksymalny moment obrotowy: 152 N•m przy 3600 obr./min

### Osiągi
- Przyspieszenie 0-100 km/h: b/d
- Prędkość maksymalna: 155 km/h

## Dane techniczne ('89 2000 Turbo)

### Silnik
- R4 2,0 l (1995 cm³), 2 zawory na cylinder, SOHC, turbo
- Układ zasilania: wtrysk EFi
- Średnica cylindra × skok tłoka: 88,00 mm × 82,00 mm
- Stopień sprężania: 8,2:1
- Moc maksymalna: 150 KM (110 kW) przy 5400 obr./min
- Maksymalny moment obrotowy: 226 N•m przy 3000 obr./min

### Osiągi
- Przyspieszenie 0-100 km/h: b/d
- Prędkość maksymalna: 195 km/h

## Galeria

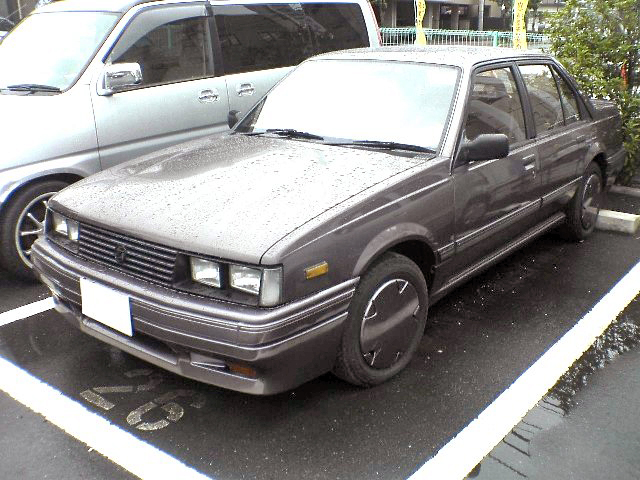
I generacja
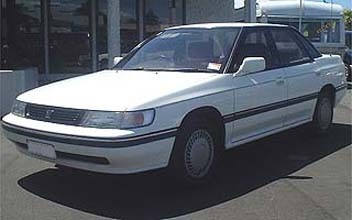
II generacja
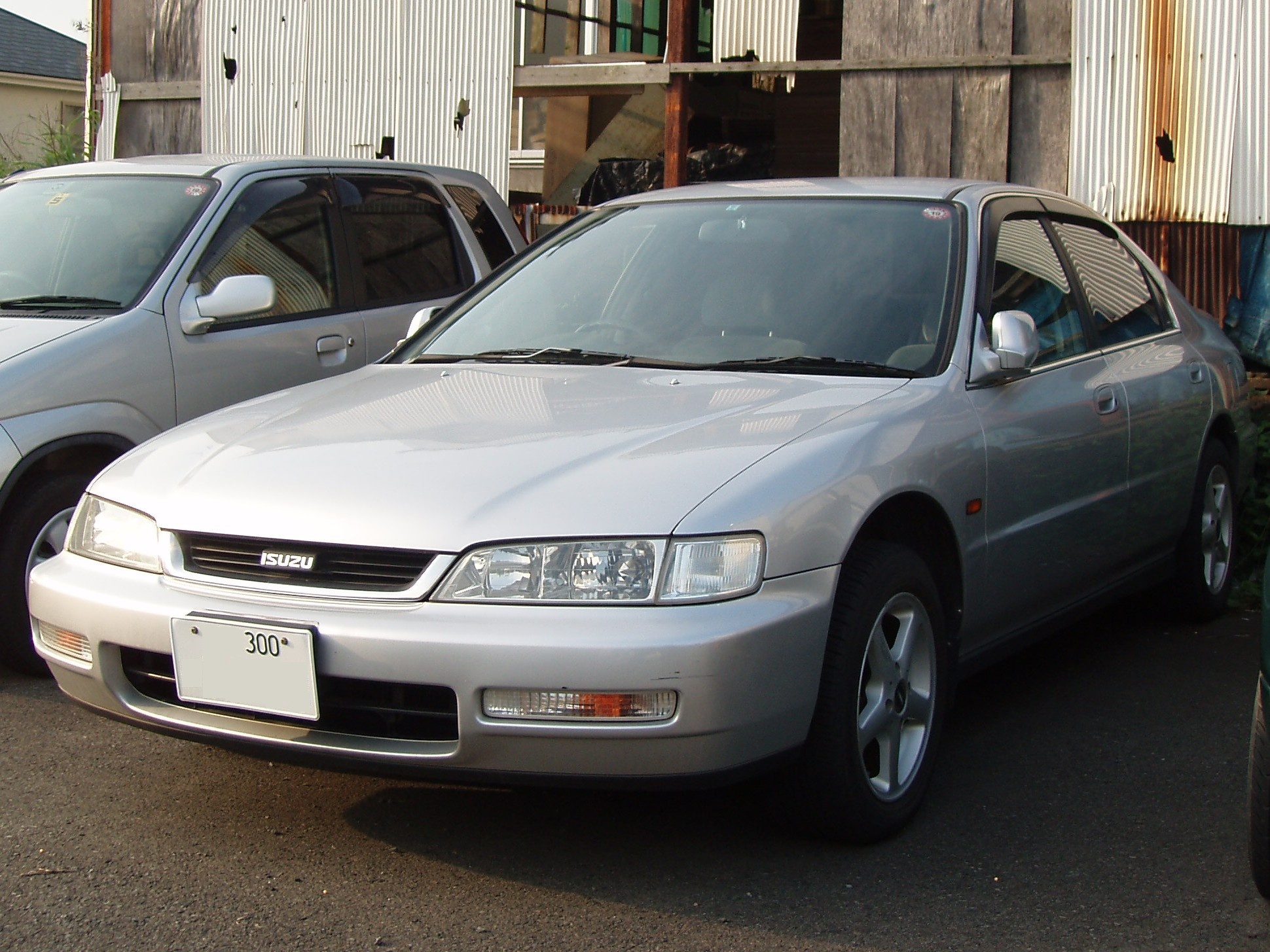
III generacja
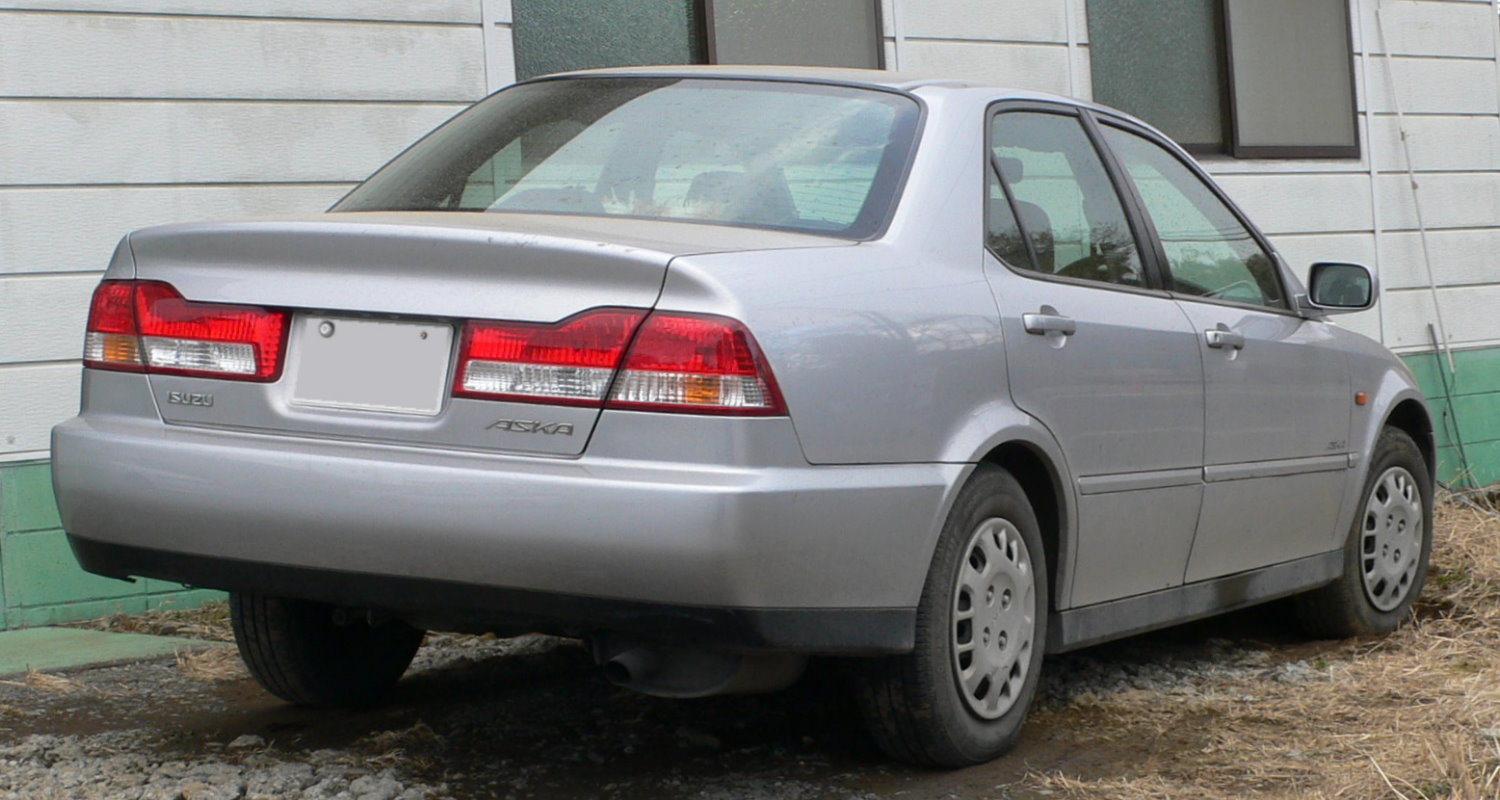
III generacja